# Megasema propitia
Megasema propitia är en fjärilsart som beskrevs av Rudolf Püngeler 1906. Megasema propitia ingår i släktet Megasema och familjen nattflyn. Inga underarter finns listade i Catalogue of Life.